# Классификации кораблей Российского императорского флота
В русском парусном флоте классификация кораблей определялась, главным образом, основным боевым назначением данного класса (линейный корабль, бомбардирский корабль, плавучая батарея, или особенностями парусного вооружения (фрегатское, бригское, шхунское).
Появление паровых, а затем и броненосных кораблей потребовало пересмотра существующей классификации и включением новых классов со специально для них выработанными наименованиями. Изначально для этого пытались использовать названия уже существующих классов парусного флота с добавлением к ним элементов, присущих новым кораблям (броненосная батарея, пароходо-фрегат, броненосный фрегат, башенная броненосная лодка). Иногда новый класс получал название по головному кораблю данного класса (монитор, крейсер); в других случаях названия классов заимствовались из иностранных флотов. С началом применения минного и торпедного оружия родились новые классы боевых кораблей — минные катера, миноноски и миноносцы.

## Вторая половина XIX века
В первые тридцать лет существования российского броненосного флота (1861—1891) строго установленная классификация кораблей отсутствовала. В состав флота входили парусные, парусно-броненосные и броненосные корабли, и их распределение производилось как по классам парусного, так и броненосного флота.
В "Морском календаре" на 1876 год использована следующая классификация русских военных судов:
- Броненосный флотъ
  - Броненосный корабль
  - Броненосные фрегаты
  - Броненосныя батареи
  - Поповки
  - Двухбашенныя лодки
  - Мониторы
- Не броненосный флотъ
  - Корабль
  - Фрегатъ
  - Корветы
  - Клипера
  - Пароходо-фрегаты
  - Морские пароходы
  - Транспорты
  - Канонирскія лодки
  - Яхты
  - Шхуны
  - Пароходы
  - Винтовые паровые барказы
  - Паровые катера

В "Морской справочной книжке" на 1892 год, составленной ещё до объявления нового приказа, список судов русского военного флота приводится по следующим классам:
- Императорскія яхты
- Броненосные:
  - Броненосные корабли
  - Броненосные башенные фрегаты
  - Поповки
  - Броненосный батарейный фрегатъ
  - Броненосныя батареи
  - Броненосныя двухъ-башенныя лодки
  - Броненосныя канонерскія лодки
  - Мониторы
  - Броненосные крейсера
  - Полуброненосные фрегаты
- Неброненосные:
  - Крейсера
  - Корветы
  - Клипера
  - Минные крейсера
  - Канонерскія лодки
  - Миноносцы
  - Миноноски
  - Транспорты
- Учебныя суда
  - Корветы

## Классификация 1892 года
Первая классификация паровых и броненосных судов российского флота была разработана в конце 1891 года и объявлена приказом Е. И. В. Генерал-Адмирала по Морскому ведомству № 18 от 1-го (13) февраля 1892 года. Она устанавливала следующие классы боевых кораблей:
1. Броненосцы
  1. Эскадренные
  2. Береговой обороны
2. Крейсера
  1. I ранга
  2. II ранга
3. Минные крейсера
4. Канонерские лодки
  1. Мореходные
  2. Береговой обороны
5. Пароходы
6. Яхты
7. Транспорты
8. Миноносцы
9. Миноноски
10. Учебные суда
11. Портовые суда
12. Таможенная флотилия

Эта классификация, неофициально дополненная перед Русско-японской войной классами «минный транспорт», «госпитальное судно», «эскадренный миноносец», а приказом по Морскому ведомству № 52 от 11-го (24) марта 1906 года ещё и классами «подводная лодка» (до этого подводные лодки числились в классе миноносцев) и «посыльное судно», — просуществовала до октября 1907 года. Она соблюдалась нестрого даже официальными органами Морского ведомства. Крейсера I ранга получили деление на бронепалубные крейсера и броненосные, большие миноносцы некоторое время составляли класс минных крейсеров, контр-миноносцев, а затем эскадренных миноносцев, продолжая в то же время называться в официальной переписке просто миноносцами.
Также, энциклопедический словарь "Россия" в 1898 году в разделе "Вооруженные силы России" сообщал, что "въ настоящее время все суда русскаго флота разделяются на 4 ранга:
I-й рангъ:
1. Императорскія яхты,
2. эскадренные броненосцы,
3. часть броненосцевъ береговой обороны,
4. крейсера 1-го ранга.

II-й рангъ:
1. броненосцы береговой обороны,
2. мореходныя канонерскія лодки,
3. учебныя суда,
4. крейсера 2-го ранга,
5. минные крейсера,
6. часть пароходовъ,
7. часть транспортовъ.

III-й рангъ:
1. канонерскія лодки береговой обороны,
2. шхуны,
3. миноносцы,
4. транспорты,
5. пароходы,
6. часть портовыхъ судовъ,
7. часть плавучихъ маяковъ.

IV-й рангъ:
1. пароходы,
2. портовыя суда,
3. плавучіе маяки."

## Классификация 1907 года
Приказом по Морскому ведомству № 224 от 27-го сентября (10 октября) 1907 года была введена новая классификация судов военного флота:
1. Линейные корабли
2. Броненосные крейсеры
3. Крейсеры
4. Эскадренные миноносцы
5. Миноносцы
6. Миноноски
7. Заградители
8. Подводные лодки
9. Канонерские лодки
10. Речные канонерские лодки
11. Транспорты
12. Посыльные суда
13. Яхты
14. Учебные суда
15. Портовые суда

В сентябре 1909 года в класс портовых судов были включены блокшивы.

## Классификация 1915 года
Разработка новых кораблестроительных программ (1909 и 1912 годов) потребовала пересмотра приказа 1907 года. Классификация, разработанная Морским генеральным штабом и объявленная приказом по Флоту и Морскому ведомству от 27 июня 1915 года № 297, устанавливала следующую новую классификацию судов военного флота:
1. Линейные корабли
2. Линейные крейсера
3. Крейсера
4. Эскадренные миноносцы
5. Миноносцы
6. Подводные лодки
7. Заградители
8. Тральщики
9. Канонерские лодки
10. Речные канонерские лодки
11. Учебные суда
12. Транспорты
13. Посыльные суда
14. Яхты
15. Гидрографические (описные, лоцмейстерские и маячные) суда
16. Портовые и крепостные суда
17. Блокшивы.

В июле 1916 года классификацию дополнили морскими и портовыми ледоколами, а в декабре этого же года — сетевыми заградителями. В начале октября 1917 года классификацию снова дополнили — уже сторожевыми кораблями, сторожевыми катерами и катерами-тральщиками. Некоторые корабли, вошедшие в состав флота в 1914—1918 годах, официального «класса» не получили: например, подводные минные заградители и авиатранспорты.